# سیارک ۱۷۸۹۲
سیارک ۱۷۸۹۲ (به انگلیسی: 17892 Morecambewise، نامگذاری:1999EO5) هفده هزار و هشتصد و نود و دومین سیارک کشف شده‌است که در ۱۵ مارس ۱۹۹۹ کشف شد.
قدر مطلق سیارک برابر ۱۶٫۱۰ است.